# Критерій стійкості Попова

Критерій абсолютної стійкості В. М. Попова. Випадок стійкої системи.

Критерій абсолютної стійкості В. М. Попова. а — до визначення коефіцієнта k, б — система на грані стійкості, в, г — нестійкі системи.

Критерій абсолютної стійкості В. М. Попова — для встановлення абсолютної стійкості нелінійної системи досить підібрати таку пряму на комплексній площині W*(jω), що проходить через точку (1/k, j0), щоб вся крива W*(jω) лежала праворуч від цієї прямої — тобто щоб пряма проведена через точку (1/k, j0) не перетинала годограф амплідудно-фазової частотної характеристики (АФЧХ). Умови виконання теореми показані на рис.
Якщо таку пряму провести не можна, то це означає, що абсолютна стійкість для даної системи неможлива. Обрис нелінійності може бути невідомим. Критерій доцільно застосовувати у випадках, коли нелінійність може в процесі роботи САУ змінюватися, або її математичний опис невідомо.